# Stremoniusz

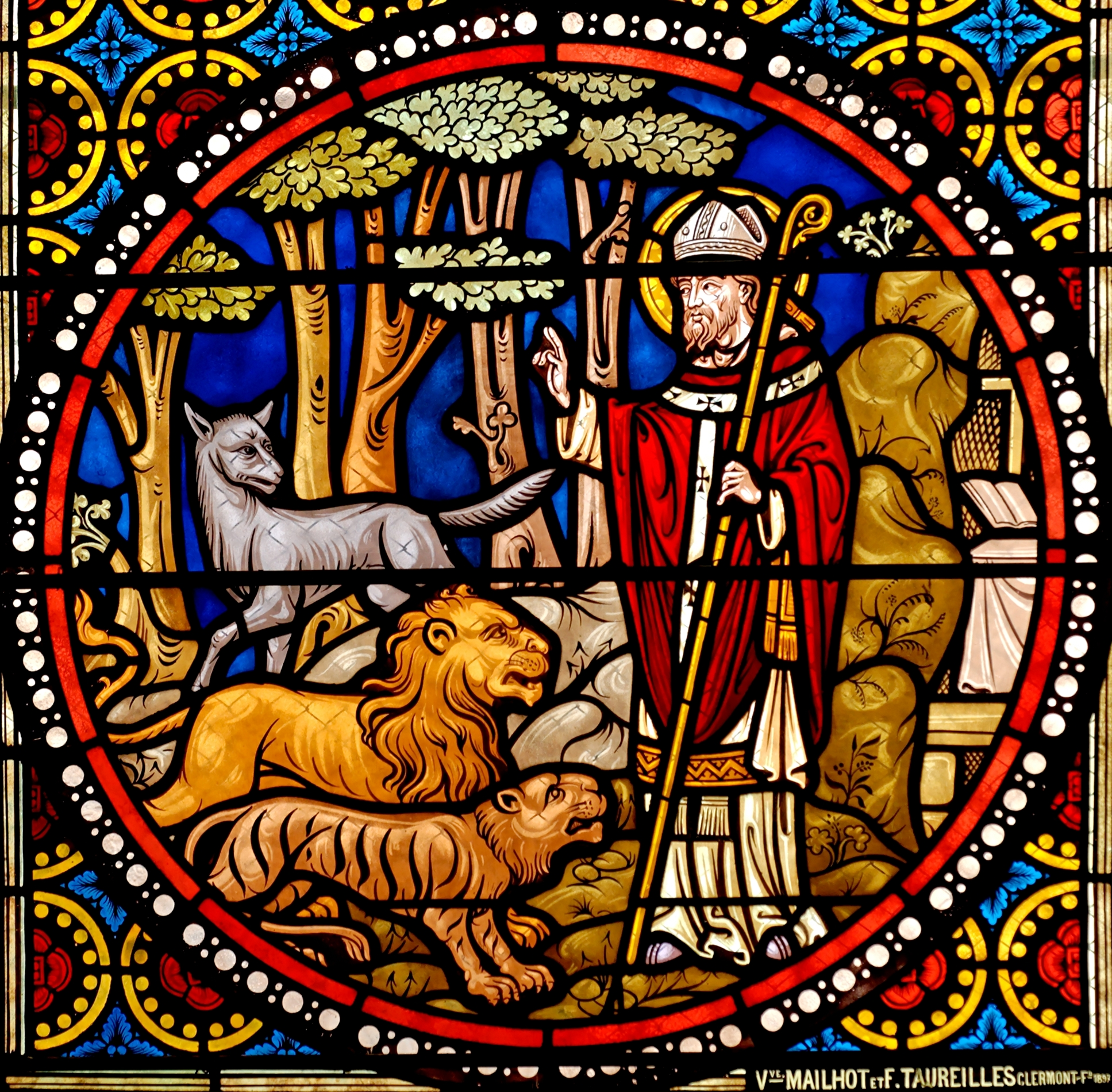
Święty Stremoniusz. Witraż w kościele Saint-Austremoine w Issoire

Stremoniusz lub Austremoniusz (łac. Stremonius lub Austremonius, III–IV wiek) – święty katolicki zwany "Apostołem Owernii". Pierwszy biskup Clermont, wspomniany w Historii Franków Grzegorza z Tours.